# Estrilda poliopareia
L'astrilde dell'Anambra (Estrilda poliopareia Reichenow, 1902) è un uccello passeriforme della famiglia degli Estrildidi.

## Descrizione

### Dimensioni
Misura fino a circa 12 cm di lunghezza.

### Aspetto
L'aspetto è quello tipico delle specie del genere Estrilda, slanciato ma robusto, con lunga coda ed ali arrotondate.

La livrea è bruno-grigiasta con tendenza a virare verso il grigio sulla testa e verso l'arancio sui fianchi; gola, petto e ventre sono più chiari e tendono al bianco grigiastro, mentre la coda è nera ed il codione rosso. La femmina presenta colorazione meno accesa, ma si tratta di caratteristiche fortemente soggette a variazione individuale e nel complesso il dimorfismo sessuale non è molto evidente. Il becco è rossiccio, le zampe sono carnicino-nerastre, e gli occhi sono di un caratteristico colore grigio-verdastro.

## Biologia
Si tratta di uccelli diurni, che vivono in coppie o in piccoli gruppu che si compongono al massimo di una ventina d'individui, a volte aggregati a stormi di altre specie congeneri o comunque affini. Per il resto, si conosce piuttosto poco circa le abitudini di questa specie, della quale si contano solo cinque avvistamenti verificati.

### Alimentazione
La dieta si compone principalmente di piccoli semi di graminacee, che vengono estratti direttamente dalla spiga con l'uccello che si tiene appollaiato sullo stelo: essa può essere integrata con bacche, germogli e piccoli invertebrati.

### Riproduzione
La riproduzione di questi uccelli non è mai stata osservata, ma si ritiene che essa non differisca significativamente, per modalità e tempistica, da quella di altre specie congeneri ed in generale degli estrildidi.

## Distribuzione e habitat
La specie è stata finora osservata in un'area piuttosto circoscritta nello stato di Anambra (dal quale deriva il suo nome comune), in Nigeria centro-meridionale.
Il suo habitat è rappresentato dalle aree di erba alta e dai canneti lungo le sponde dei fiumi: essa è stata inoltre osservata in una piantagione di manioca.

## Tassonomia
In virtù della scarsità d'informazioni su questi uccelli, il loro status tassonomico è ancora oggetto di dibattito: mentre alcuni studiosi sarebbero propensi a classificarla come sottospecie dell'affine astrilde petto castano, attualmente si opta generalmente per la sua classificazione come specie a sé stante.
Il nome scientifico della specie deriva dall'unione delle parole greche πολιός (poliós, "grigio") e παρειά (pareia, "guancia"), col significato di "dalle guance grigie", in riferimento alla livrea di questi uccelli.